# Sándor Tarics
Dans le nom hongrois Tarics Sándor, le nom de famille précède le prénom, mais cet article utilise l’ordre habituel en français Sándor Tarics, où le prénom précède le nom.
Sándor Tarics, né le 23 septembre 1913 à Budapest et mort le 21 mai 2016 à San Francisco, est un joueur de water-polo ainsi qu'un ingénieur hongrois. 
Joueur de l'équipe de Hongrie de water-polo masculin, il est champion olympique aux Jeux olympiques d'été de 1936. Il fuit la Hongrie en 1948 pour échapper au régime communiste et rejoint les États-Unis où il mène des recherches en sismologie. Il est de 2011 à 2016 le plus vieux champion olympique encore vivant.
Il meurt à l'âge de 102 ans dans sa maison de San Francisco,.